# Homoljske planine
Homoljskie planine (serb. Homoljske planine, cyrylica Хомољске планине) – pasmo górskie w Górach Wschodnioserbskich we wschodniej Serbii. Leży w regionie znanym jako Homolje między miastami Žagubica na południu i Kučevo na północy. Jego najwyższe szczyty są Štubej (940 m) i Vranj (884 m). Na górze znajduje się prawosławny klasztor Vitovnica. 